# Леикеп, Густав
Густав Леикеп (венг. Leikep Gusztáv; 19 августа 1966, Будапешт) — венгерский гребец-каноист, выступал за сборную Венгрии в конце 1980-х — начале 1990-х годов. Участник летних Олимпийских игр в Сеуле, трижды серебряный призёр чемпионатов мира, победитель многих регат национального и международного значения.

## Биография
Густав Леикеп родился 19 августа 1966 года в Будапеште. Активно заниматься греблей начал в раннем детстве, проходил подготовку в столичном спортивном клубе «Уйпешти».
Первого серьёзного успеха на взрослом международном уровне добился в 1988 году, когда попал в основной состав венгерской национальной сборной и благодаря череде удачных выступлений удостоился права защищать честь страны на летних Олимпийских играх 1988 года в Сеуле — стартовал вместе с напарником Габором Такачем в двойках на дистанции 1000 метров, сумел дойти до финальной стадии, однако в решающем заезде показал лишь седьмой результат.
В 1989 году Леикеп побывал на чемпионате мира в болгарском Пловдиве, откуда привёз награду серебряного достоинства, выигранную в зачёте четырёхместных каноэ на тысяче метрах, проиграв в финале экипажу из СССР. Год спустя выступил на мировом первенстве в польской Познани, где стал серебряным призёром сразу в двух дисциплинах, в четвёрках на километровой и полукилометровой дистанциях — в обоих случаях его обошли команды из Советского Союза. Вскоре по окончании этих соревнований принял решение завершить карьеру профессионального спортсмена, уступив место в сборной молодым венгерским гребцам.